# 嘉貝耶拉·貝絲特
嘉貝耶拉·貝絲特（Gabriela Best，1984年12月1日—）是一名阿根廷划船運動員，曾代表阿根廷參加2008年北京奧運的划船女子單人雙槳比賽，及參加2012年倫敦奧運的划船女子雙人單槳比賽，均並未獲得獎牌。